# 조지 해리슨
조지 해리슨(영어: George Harrison, MBE, 1943년 2월 25일 ~ 2001년 11월 29일)은 영국의 기타 연주자, 싱어송라이터, 그리고 음악 및 영화 프로듀서다. 해리슨은 비틀즈의 리드 기타 연주자로서 국제적인 명성을 얻었다. 종종 "조용한 비틀"이라고도 불리는 해리슨은 힌두교 신화를 받아들였고, 인도 악기를 자신의 음악에 접목하여 동료 비틀즈와 서구권 청자의 시야를 넓히는데 이바지했다. 비틀즈의 노래 대부분은 레논-매카트니가 작곡했으나, 1965년 이후로 대부분의 비틀즈 음반에는 적어도 2개의 해리슨 노래가 수록되어 있다. 그의 노래에는 〈Taxman〉, 〈Within You Without You〉, 〈While My Guitar Gently Weeps〉, 〈Here Comes the Sun〉, 〈Something〉 등이 있으며, 마지막 곡은 비틀즈의 노래 중에서 두 번째로 가장 많이 커버된 노래가 되었다.
해리슨은 초기에 조지 폼비와 장고 라인하르트의 영향을 받았고, 이후 칼 퍼킨스, 쳇 앳킨스, 척 베리의 영향을 받았다. 그는 1965년부터 버즈와 밥 딜런에 관심을 가져 비틀즈를 포크 록으로 인도했고, 또한 인도 고전 음악에 관심을 가져 〈Norwegian Wood (This Bird Has Flown)〉에 시타르를 사용했다. 1967년에 밴드와 함께 초월 명상을 시작한 그는 이어서 헤어 크리슈나 운동과의 관계를 발전시켰다. 1970년 비틀즈의 해체 이후에는 자신의 가장 성공한 싱글 〈My Sweet Lord〉과 함께 트리플 음반 《All Things Must Pass》을 발표했다. 그리고 자신의 솔로 경력에서 시그니처 사운드와 같은 슬라이드 기타를 선보였다. 해리슨은 1971년 방글라데시 콘서트를 인도 음악가 라비 샹카르와 공동 기획하여 라이브 에이드와 같은 자선 콘서트의 선구자 역할을 했다. 해리슨은 음악 및 영화 프로듀서로서 비틀즈의 애플 음반사와 계약을 맺어 1974년 다크 호스 레코드를 창립하고 1978년 핸드메이드 필름을 공동 창립했다.
해리슨은 솔로 연주자로서 베스트셀러 싱글과 음반을 몇 장 발표했으며, 1988년에 플래티넘을 기록한 슈퍼그룹인 트래블링 윌버리스를 공동 창립했다. 여러 음반을 제작한 해리슨은 배드핑거, 로니 우드, 빌리 프레스턴의 트랙에서 게스트 기타 연주자로 출연했으며 딜런, 에릭 클랩튼, 링고 스타, 그리고 톰 페티와 함께 노래와 음반을 공동 작업했다. 《롤링 스톤》지는 역대 최고의 기타리스트 100명에서 해리슨을 11위로 선정했다. 그는 1988년 비틀즈 멤버로서, 그리고 사후인 2004년 솔로로서 두 차례 로큰롤 명예의 전당에 올랐다.
해리슨은 1966년에 모델인 패티 보이드와 처음 결혼했으며, 1977년 이혼했다. 다음 해에 올리비아 해리슨과 결혼하여 아들 다니 해리슨을 가지게 되었다. 해리슨은 2001년 폐암으로 58세의 나이에 죽었다. 그는 화장되었고, 힌두교의 전통에 따라 재는 인도의 갠지스강과 야무나강에 흩뿌려졌다.

## 1943–57: 어린 시절

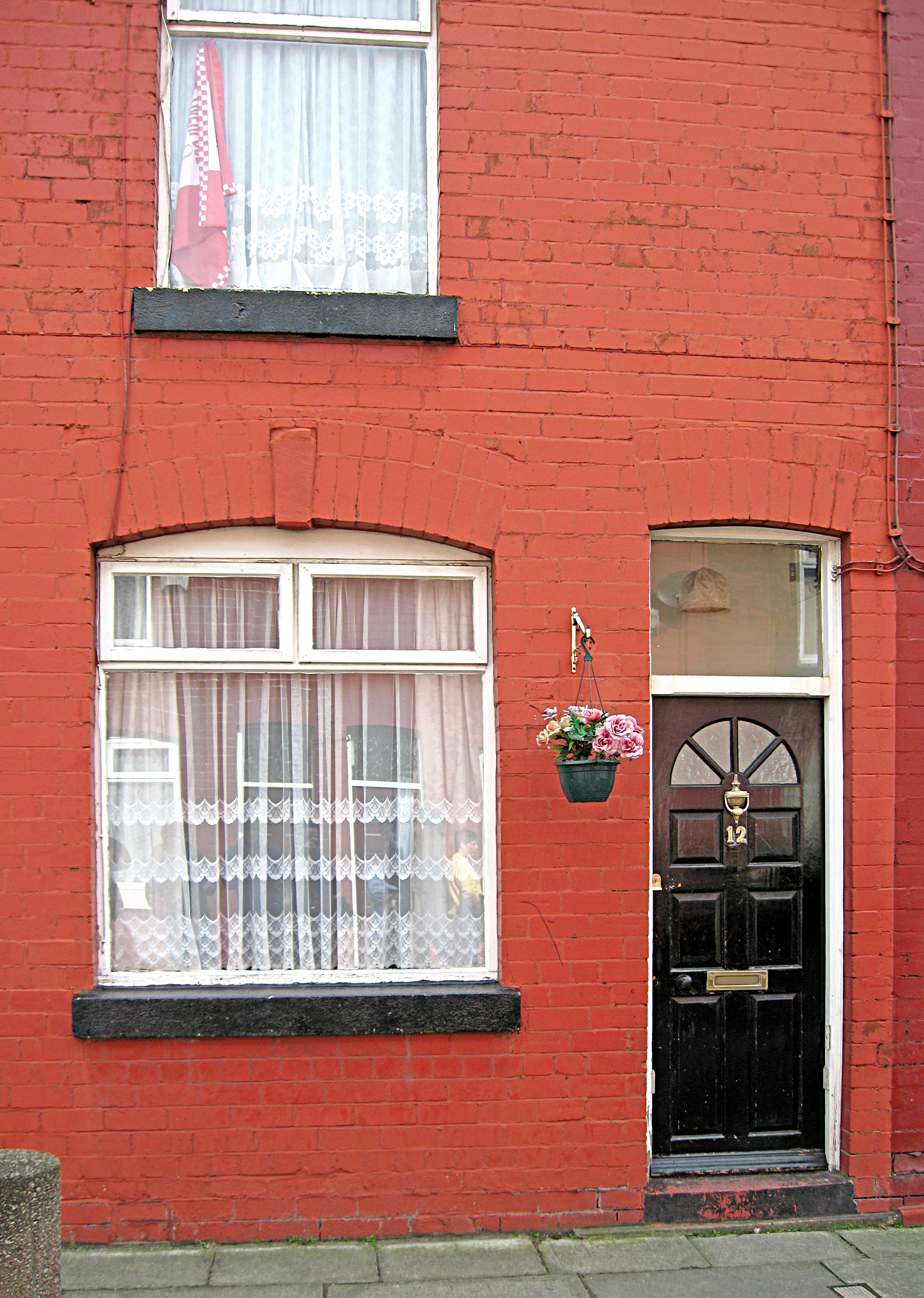
해리슨이 태어난 아놀드 그로브 12번지

1943년 2월 25일 영국 리버풀에서 태어난 해리슨은 해롤드 하그리브스 해리슨(Harold Hargreaves Harrison)과 그의 부인인 루이스(Louise)의 네 자녀 중 막내였다. 그는 형제자매로 여동생인 루이스와 두 형인 해리와 피터가 있었다. 어머니는 아일랜드계 카톨릭 신자이며 상점 점원으로 일했고, 아버지는 화이트 스타 라인에서 급사로 일했으며 해리슨이 태어날 무렵에는 버스 차장이 되었다. 조지의 미래 아내인 패티 보이드는 해리슨의 부모님을 "꽤 키가 작고, 굉장히 리버풀스러웠다"고 표현했다.
보이드의 말에 의하면, 해리슨의 어머니는 그를 이렇게 지지했다. "그녀가 원한 건 자식들의 행복 뿐이었다. 그리고 그녀는 음악보다도 해리슨을 행복하게 만드는 건 없다는 걸 알아챘다." 열렬한 음악 팬이었던 어머니는 시끄러운 가창력으로 친구들 사이에서 유명해졌으며, 때때로 창문을 흔들면서 방문자들을 깜짝 놀라게 했다. 조지를 임신한 동안에는 종종 주간 라디오 방송인 '라디오 인디아'를 들었다. 해리슨의 전기 작가 조슈아 그린은 "그녀는 이국적인 음악이 자궁 안의 아기에게 평화와 평온을 가져오길 희망하며, 매주 일요일 시타르와 타블라가 자아내는 마법 적인 소리를 들었다"고 썼다.
해리슨은 리버풀 아놀드 그로브 12번지 데드 엔드 거리의 연립 주택에서 태어났고 여기서 6년 동안 살았다. 집에는 야외 변기가 있었고, 석탄 하나에서 나오는 열로 난방했다. 1949년 공영 주택을 제안받은 해리슨 가족은 스피크 업턴 그린 25번지로 이사했다. 해리슨이 15세가 된 1948년에 해리슨은 도브데일 초등학교에 입학했다. 일레븐 플러스 시험을 통과한 그는 1954년에서 1959년까지 리버풀 인스티튜트 남자 고등학교에 다녔다. 이 학교에는 음악 수업이 있었으나, 해리슨은 기타가 없다는 것에 실망했고, 학교가 "[학생들을] 두려워하게 만들었다"고 느꼈다.
해리슨은 초기에 조지 폼비, 캡 캘러웨이, 장고 라인하르트, 그리고 호기 카마이클의 영향을 받았다. 1950년대에는 특히 칼 퍼킨스, 로니 도네건에게 영향을 받았다. 1956년 초에 해리슨은 자전거를 타다 우연히 인근 집에서 흘러나온 엘비스 프레슬리의 〈Heartbreak Hotel〉을 들었고, 이는 로큰롤에 대한 관심을 불러 일으켰다. 그는 반에서 뒤쪽에 앉아 교과서에 기타를 그리곤 했다. 해리슨은 후에 "나는 기타에 완전히 빠져들었다"고 말했다. 해리슨은 당시 슬림 휘트먼에게 영향을 받았다고 인정했다. "난 슬림 휘트먼으로 기타 연주를 처음 보았다. 아마도 잡지의 사진에서 보았거나, 텔레비전에서 생중계로 보았을 거다. 기타는 날 완전히 지배했다."
음악 경력을 쌓으며는 아들의 흥미에 불안한 마음을 가지기는 했으나, 해리슨의 아버지는 1956년 후반에 네덜란드제 에그몬드 플랫 탑 어쿠스틱 기타를 사주었다. 아버지의 친구인 렌 휴튼은 해리슨에게 〈Whispering〉, 〈Sweet Sue〉와 〈Dinah〉를 연주하는 방법을 가르쳐 주었고, 도네간의 음악에서 영감을 얻은 해리슨은 그의 동생 피터와 친구인 아서 켈리와 함께 반란군(the Rebels)이라는 스키플 그룹을 조직했다. 학교 버스에서 폴 매카트니를 만난 해리슨은 음악에 가진 사랑이라는 공통점으로 친해졌다.

## 1958–70: 비틀즈

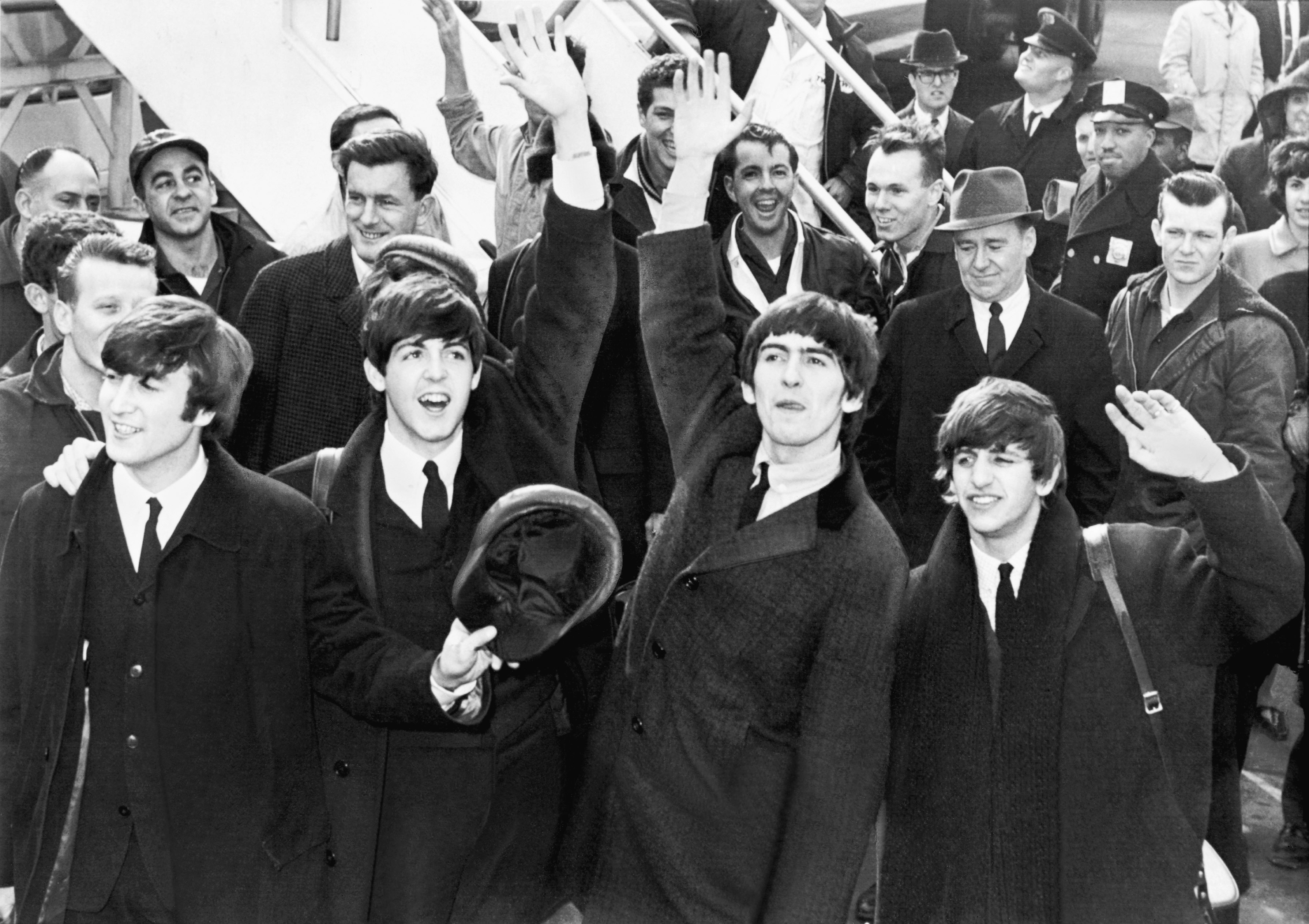
1964년 2월 7일 케네디 국제공항에 도착한 해리슨(오른쪽에서 두 번째), 매카트니, 레논, 그리고 스타

해리슨은 매카트니와 존 레논이 멤버로 있는 쿼리맨이란 스키플 그룹에 들어왔다. 매카트니는 레논에게 자신의 친구인 해리슨이 기타로 〈Raunchy〉를 연주할 수 있다고 말했고, 1958년 3월에 해리슨은 로리 스톰의 모그 스키플 클럽에서 아서 "기타 부기" 스미스의 〈Guitar Boogie Shuffle〉을 연주하여 오디션을 보았으나, 레논은 당시 15세였던 해리슨이 너무 어리다고 여겼다. 매카트니의 주선으로 리버풀 버스 2층에서 이루어진 두 번째 오디션에서 해리슨은 〈Raunchy〉의 리드 기타 파트를 연주했다. 그는 그룹과 어울리며 필요에 따라 기타 멤버로 받아들여졌고, 후에는 정식 멤버가 되었다.해리슨의 아버지는 그가 교육을 계속하기를 원했지만, 그는 16세에 학교를 그만두고 지역 백화점인 블랙러스(Blacklers)에서 전기 기술자 견습생으로 몇 개월간 일했다. 1960년에 스코틀랜드에서 진행된 그룹의 첫 투어에서 해리슨은 칼 퍼킨스의 이름을 따온 칼 해리슨(Carl Harrison)이란 가명을 사용했다.
1960년 앨런 윌리엄스는, 이제 비틀즈라고 불리는 밴드를 함부르크에 위치한 브루노 코슈마이더 소유의 카이저켈러 클럽에 연주 시키기 위해 주선을 했다. 해리슨은 비틀즈와 함께 오랜 시간 연주하면서 즉흥적인 음악 교육을 받았고, 또한 토니 쉐리던의 백 그룹으로 지내면서 그에게 기타 수업도 받아 자신의 사운드와 조용함의 기초를 다졌다. 그는 후에 "조용한 비틀"로 알려지게 된다. 함부르크에서 밴드의 첫 거주는 나이트 클럽에서 일하기에는 해리슨이 너무 어리다는 이유로 일어난 추방으로 조기 종료되었다. 1961년 12월에 비틀즈의 매니저가 된 브라이언 엡스타인은 그룹의 이미지를 갈고 닦아 EMI와 녹음 계약을 맺었다. 비틀즈의 첫 싱글 〈Love Me Do〉는 레코드 리테일러 차트 17위를 기록했으며, 1963년 데뷔 음반 《Please Please Me》가 발표됨과 동시에 비틀마니아가 시작되었다. 그들의 두 번째 앨범 《With the Beatles》(1963)에는 해리슨이 처음으로 솔로로서 쓴 〈Don't Bother Me〉가 수록되어 있다.
1965년 《Rubber Soul》에서는 버즈와 밥 딜런에 대한 관심으로 비틀즈를 포크 록으로 이끌었고, 인도 고전 음악에 대한 관심으로 〈Norwegian Wood (This Bird Has Flown)〉에 대한 시타르를 사용했다. 그는 후에 《Rubber Soul》을 그의 "가장 좋아하는 비틀즈 앨범"이라고 말했다. 1966년 《Revolver》에서는 〈Taxman〉, 〈You Love To To〉, 〈You To Tell You〉의 3곡을 작곡했다. 그는 레논이 쓴 〈Tomorrow Never Knows〉에 느릿한 탬부라 파트를 도입했고, 이는 밴드의 비서구권 악기 탐구를 보여주었다. 타블라 연주가 들어간 〈Love You To〉로 비틀즈는 인도 음악에 진정한 첫발을 내딛게 되었다. 민속 음악 학자 데이비드 레크는 이 노래가 서양인이 정중히, 그리고 패러디 없이 표현한 아시아 문화의 사례라고 썼다. 해리슨은 〈Strawberry Fields Forever〉에서 스와르 만달을 연주하면서 비서구 악기에 계속해서 관심을 가졌다.

1966년 말에 해리슨의 관심사는 비틀즈에게 멀어졌고, 1967년 《Sgt. Pepper's Lonely Hearts Club Band》의 커버는 동양의 구루와 종교적 지도자에 대한 그의 선택를 반영하고 있다. 그는 인도 음악의 영향을 받은 〈Within You Without You〉을 비틀즈 멤버의 그 어떤 도움 없이 혼자서 작곡했다. 이 트랙에서 그는 시타르와 타블라를 연주했고, 런던의 아시아 음악 서클에서 딜루바, 스와르만달, 그리고 타블라를 연주하여 백 트랙을 제공했다. 그는 후에 《Sgt. Pepper's Lonely Hearts Club Band》를 "그건 음악 산업에서 맷돌(millstone)이자 획기적인 사건(milestone)이었다 ... 거기 있는 곡 중 반은 맘에 들지만, 다른 반쪽은 도저히 못 들어주겠다."고 언급했다.

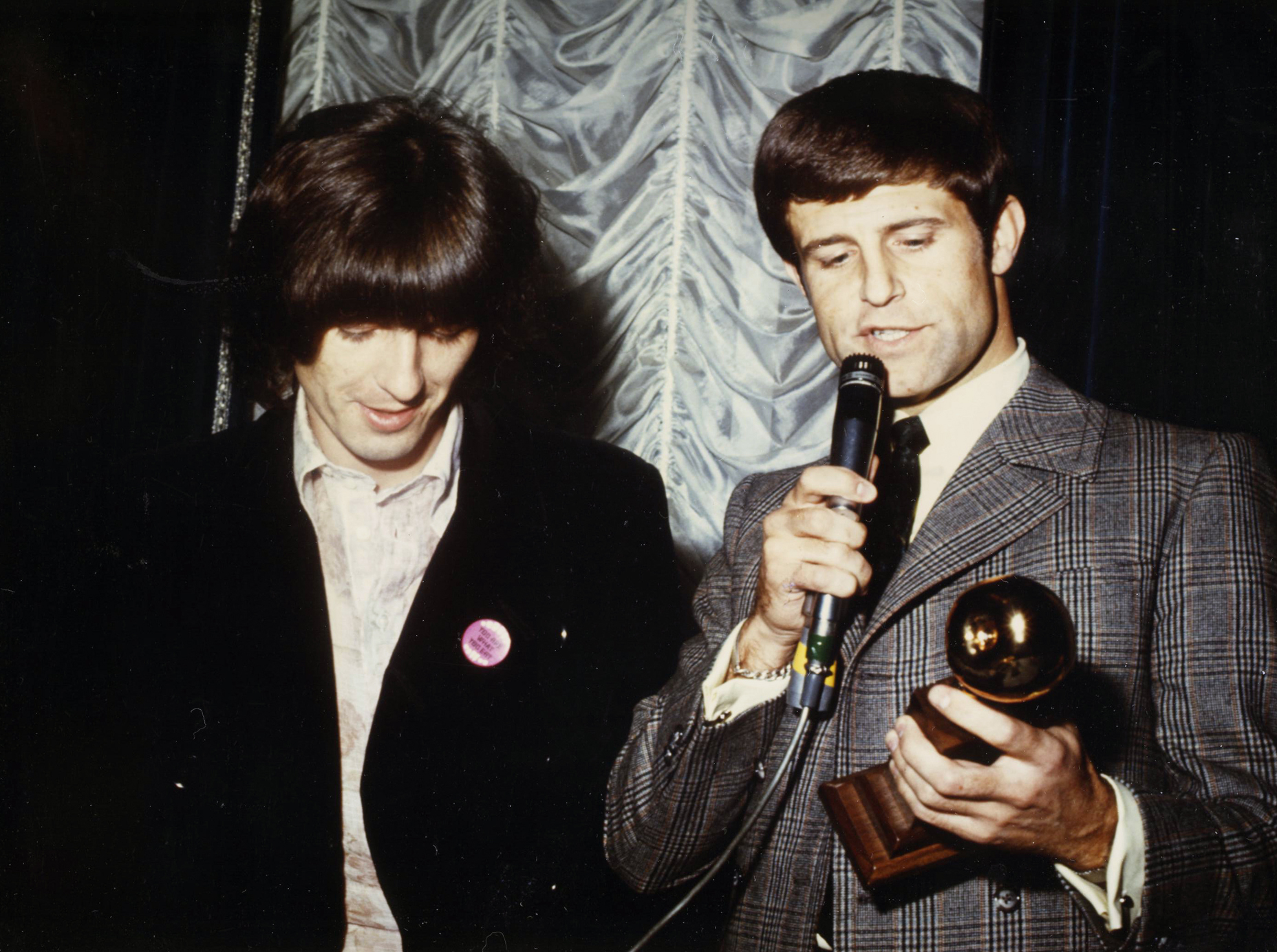
1968년 10월 31일의 해리슨(왼쪽)과 돈 그리어슨

1968년 자신의 노래인 〈The Inner Light〉를 뭄바이에 위치한 EMI 스튜디오에서 녹음했고, 지역의 음악가가 여러 인도의 전통 악기를 연주했다. 매카트니의 〈Lady Madonna〉와 함께 싱글로 발매되어 해리슨은 처음으로 비틀즈 싱글에 자신의 곡을 담았다. 《도덕경》을 인용한 노래의 가사는 해리슨이 힌두 신화와 명상에 깊이 빠져있다는 것을 의미했지만, 음악적으로는 이전 작품에서 나타난 힌두 스타일이 아닌 카르나타카의 인도 음악을 받아들였다. 같은 해에 《The Beatles》를 녹음하고 있을 당시 그룹 내의 긴장감은 고조되었으며, 드럼 연주자인 링고 스타는 잠시 밴드를 그만두었다. 해리슨은 두 장의 음반에 에릭 클랩턴과 함께 리드 기타를 연주한 〈While My Guitar Gently Weeps〉와, 〈Piggies〉, 〈Long, Long, Long〉 〈Savoy Truffle〉를 써서 기여했다.
해리슨은 비틀즈 경력 막바지에 딜런과 더 밴드에게 주요한 영향을 받았다. 1968년 말 우드스톡을 방문할 당시 그는 딜런과 우정을 쌓았고, 더 밴드의 음악 공동체 의식과 밴드 멤버들 사이의 창조적인 평등 의식에 이끌렸다. 이들은 비틀즈에서 레논과 매카트니 둘이서 작곡 및 창조적인 방향을 지배했던 것과는 대조적이었다. 이때부터 해리슨은 작곡가로서 다작을 쓰기 시작했고, 비틀즈로부터의 독립의 욕구가 증가했다. 1969년 1월 트워크넘 스튜디오에서 음반 《Let It Be》의 리허설을 촬영하고 있었을 때 그들 사이의 긴장이 다시 부상했다. 해리슨은 냉담하고 불모한 영화 스튜디오에서의 열악한 제작 환경에 좌절감을 나타냈을 뿐 아니라, 레논의 창조적 이탈과 매카트니의 군림하려 드는 태도에 화나 1월 10일에 그룹을 나가버렸으나, 12일 후 설득을 통해 돌아왔다.
비틀즈 멤버간의 관계는 최종 음반인 《Abbey Road》의 세션에서는 좀 더 유순해졌으나, 여전히 긴장은 존재했다. LP에는 해리슨의 가장 존경받는 두 개의 비틀즈 노래인 〈Here Comes the Sun〉과 〈Something〉이 수록되어 있다. 〈Something〉은 더블 A 싱글의 절반에 수록되었고, 해리슨의 첫 A면 노래이자 해리슨이 처음으로 차트 1위를 차지하게 했다. 1969년에 프랭크 시나트라는 〈Something〉을 녹음한 후 "지난 50년간 나온 것 중 가장 훌륭한 사랑 노래"라고 일컬었다. 레논은 《Abbey Road》에서 이 곡을 가장 좋은 곡으로 여겼으며, 〈Yesterday〉 이후 비틀즈의 가장 보편적인 곡이 되었다. 작가 피터 라베시는 "마지막 비틀즈 LP에 수록된 그의 두 뜻깊은 공헌으로 해리슨은 마침내 동등한 작곡자 위치에 서게 되었다."고 썼다.
1970년 4월 해리슨은 〈For You Blue〉를 써서 매카트니의 〈The Long and Winding Road〉와 함께 미국에 더블 A 싱글로 발표했다. 이는 밴드의 두 번째 차트 정상 더블 A 싱글이 되었고, 〈For You Blue〉는 해리슨의 두 번째 차트 1위 곡이 되었다. 그는 많은 곡을 쓰게 되었지만 비틀즈는 해리슨의 곡을 음반에 포함시키는 것을 꺼렸고, 그는 미발매 노래를 보관해 두었다. 해리슨은 작곡가로서 성장했지만, 비틀즈 음반에 수록된 그의 노래는 2곡에서 3곡으로 제한되었고, 그는 이에 좌절하여 밴드의 해체에 큰 영향을 미쳤다. 해리슨이 비틀즈와 마지막으로 녹음한 것은 1970년 1월 4일이었다. 이 때 자신과 매카트니, 그리고 스타는 해리슨의 노래 〈I Me Mine〉을 녹음했다.

## 1968–87: 솔로 활동

### 1968–69: 초기 솔로 작업
비틀즈의 해체 이전에 해리슨은 이미 《Wonderwall Music》과 《Electronic Sound》라는 두 개의 솔로 음반을 녹음하여 발매한 상태였다. 두 음반 모두 기악곡이 주를 이루었다. 《Wonderwall Music》은 1968년 영화 《원더월》의 사운드트랙으로 인도 음악과 서양 악기를 섞은 반면, 《Electronic Sound》는 무그 신디사이저가 두드러지는 실험 음반이다. 1968년 11월 발매된 《Wonderwall Music》은 비틀즈의 멤버가 내놓은 첫 솔로 음반이었고, 애플 레코드를 통해 발표한 LP로도 처음이었다. 인도 음악가 아시스 칸(Aashish Khan)과 시브쿠마르 샤르마(Shivkumar Sharma)는 음반 내에서 실험적인 사운드 콜라주인 〈Dream Scene〉 등을 연주했으며, 이는 레논의 〈Revolution 9〉 몇 달 전에 녹음되었다.
1969년 12월에 해리슨은 델라니 & 보니 앤드 프렌즈라는 미국 밴드와 함께 유럽 투어를 진행했다. 클랜턴, 바비 휘틀록, 드러머 짐 고든, 밴드 리더 딜레이니 브램릿, 그리고 보니 브램릿 등과 함께한 투어에서 해리슨은 솔로 아티스트로서의 첫 싱글이 된 〈My Sweet Lord〉를 쓰기 시작했다. 딜레이니 브램릿은 해리슨에게 슬라이드 기타를 가르쳐주었고, 이는 이후 그의 음악에 큰 영향을 주었다.

### 1970: 《All Things Must Pass》
비틀즈의 음반에 자신의 노래를 수년간 제한된 끝에 해리슨은 트리플 음반 《All Things Must Pass》를 발표했다. 두 디스크에는 자신의 곡을 담았고, 세 번째 디스크는 친구들과 가진 제밍 세션의 녹음물을 담았다. 그의 많은 작품 중에서 가장 훌륭한 작품으로 간주되는 이 음반은 전 세계의 차트에서 1위를 차지했다. LP는 차트 정상을 차지한 히트 싱글 〈My Sweet Lord〉와 상위 10위에 진입한 싱글 〈What Is Life〉를 수록하고 있다. 음반은 필 스펙터와 공동으로 프로듀싱했고, 그는 자신의 "워 오브 사운드" 기법을 사용했다. 이외에도 스타, 클랩턴, 게리 라이트, 프레스턴, 클라우스 부어만, 보니즈 프렌즈 밴드의 구성원 전부와 애플 그룹 배드핑거가 참여했다.
《All Things Must Pass》은 발표와 동시에 극찬을 받았다. 《롤링 스톤》지의 벤 거슨은 "고전적인 스펙터풍, 바그너풍, 브루크너풍이며 산 꼭대기와 광대한 지평선의 음악"이라고 평했다. 작가이자 음악학 연구가인 이안 잉글리스는 음반 타이틀 트랙의 가사가 "인간 존재의 비영구성에 대한 인식"이며 해리슨의 전 밴드에게 보내는 "간단하고 신랄한 결론"이라고 썼다. 1971년 브라이트 튠스(Bright Tunes)는 시폰스의 히트곡 〈He's So Fine〉과 〈My Sweet Lord〉의 유사성을 지적하면서 저작권 침해로 고소했다. 사건이 1976년 미국 지방 법원에서 제기되었을 때, 그는 의도적으로 표절한 것이 아니라는 의사를 밝혔지만, 판사가 무의식적으로 그렇게 했다고 판결하면서 소송에 패했다.
2000년, 애플 레코드는 음반의 30주년 기념 에디션을 발표했으며 해리슨은 적극적으로 홍보에 참여했고, 인터뷰를 통해 작품에 반영한 것을 다음과 같이 설명했다. "그건 비틀즈에서부터 계속 해오던 것일 뿐이었어요, 정말로요. 비틀즈에서 벗어나서 저만의 길을 간 거죠 ... 전 정말 기뻤어요" 제작에 대해서는 이렇게 말했다. "음, 당시에는 에코가 제가 지금하는 것보다 조금 더 사용된 것 같습니다. 사실 전 에코를 전혀 사용하지 않아요. 그건 도저히 못 견디겠거든요 ... 그게, 뭐든지 30년 전으로 돌아가는 건 힘들고, 여러분은 지금 그것이 어떻게 될지 기대해주셨으면 해요."

### 1971: 방글라데시를 위한 콘서트

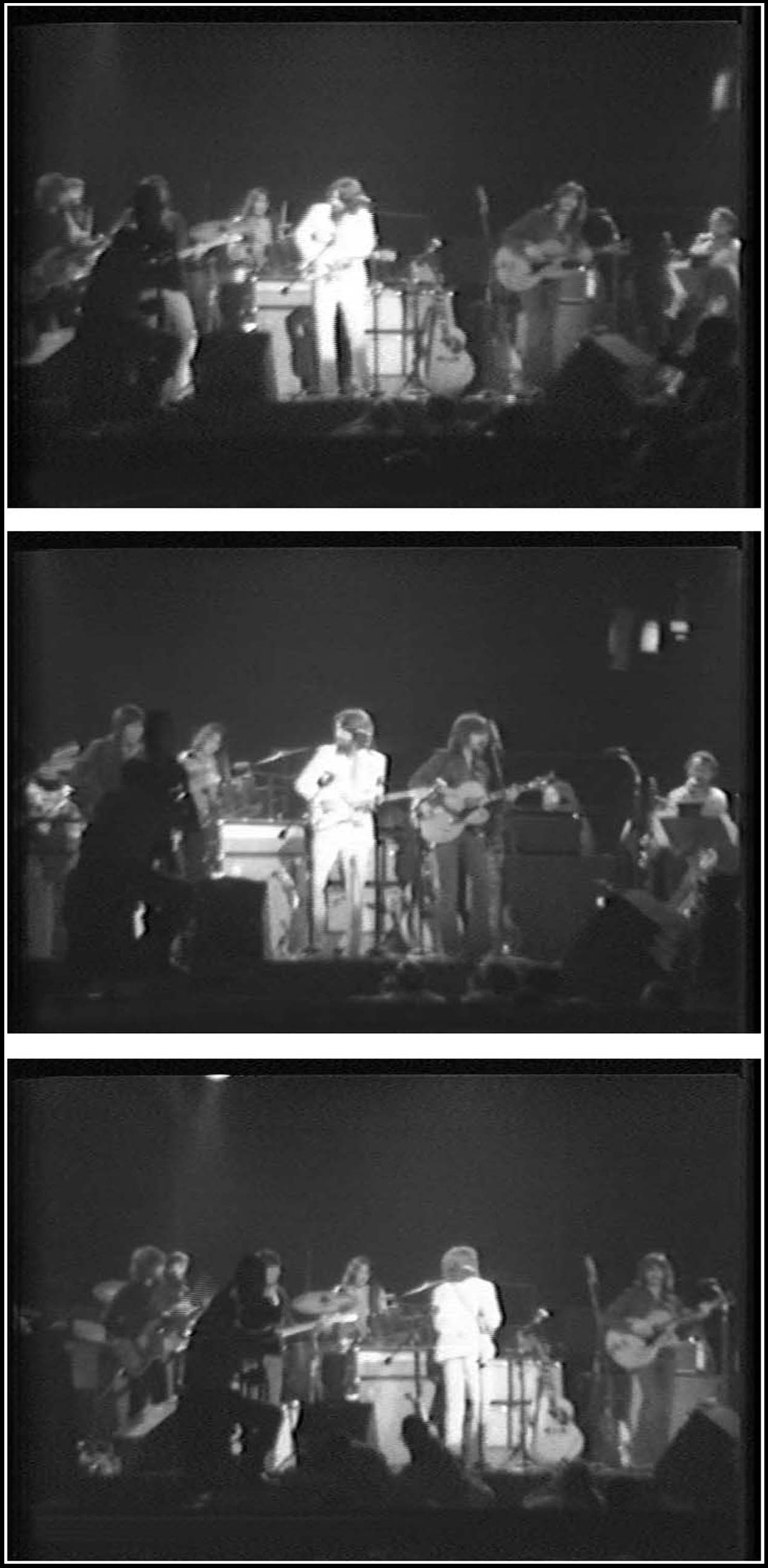
콘서트의 세 장면

라비 샹카르의 요청에 따라 해리슨은 1971년 8월 1일에 개최된 '방글라데시를 위한 콘서트(Concert for Bangladesh)'를 기획하여 뉴욕 매디슨 스퀘어 가든에서 두 번의 공연을 펼쳤고, 40,000명의 관객을 끌어모았다. 이 행사의 목표는 방글라데시 독립 전쟁 기간에 굶주린 난민들을 돕기 위한 기금을 모으는 것이었다. 샹카르는 딜런, 클랩턴, 리언 러셀, 배드핑거, 프레스턴, 그리고 스타와 같은 대중 음악가를 초청하여 콘서트를 열었다.
트리플 음반 《The Concert for Bangladesh》는 1972년의 콘서트 영화 이후 애플 코어를 통해 발매되었다. 세금 문제와 미심쩍은 비용으로 많은 수익금을 잃었으나 해리슨은 이렇게 말했다. "콘서트의 주 목적은 이 상황에 관심을 끄는 것 ... 우리가 번 돈은 부차적인 것이었고, 비록 돈 문제가 있었지만 ... 여전히 충분한 돈이 남아있다 ... 그게 바다에 떨어졌을지라도. 중요한 것은 우리가 그 말을 퍼뜨려 전쟁의 종결을 돕는 것이다" 이 행사는 라이브 에이드를 비롯한 대규모 자선 록큰룰 콘서트의 혁신적인 선구자로 여겨진다.

### 1973–79: 《Living in the Material World》와 《George Harrison》
해리슨은 《All Things Must Pass》의 비판적, 상업적 성과와 일치하는 음반을 다시는 공개하지 않았으나, 다음 솔로 음반인 1973년 《Living in the Material World》은 빌보드 음반 차트에서 5주 동안 1위에 머물렀으며 싱글 음반 〈Give Me Love (Give Me Peace on Earth)〉 또한 미국에서 1위를 차지했다. 영국에서는 LP가 2위를 차지했고, 싱글은 12주 만에 8위에 올랐다. 이 음반은 아낌없이 제작 및 포장되었고, 해리슨의 힌두 신앙에 대한 메시지를 다분히 포함시켰다. 그린은 "그의 경력 중 가장 강력한 구성을 많이 포함시켰다"고 썼다. 《롤링 스톤》의 스티븐 홀든은 음반이 "대단히 매력적"이고 "매혹적"이며, "그 빛을 기적적으로 믿는 신조로서" 홀로 서있다고 적었다. 다른 평론가들은 어색하고, 독실한 체하며, 지나치게 감상적이라며, 덜 열광적으로 평가하여 해리슨을 낙담시켰다.
1974년 11월 해리슨은 45일간의 '다크 호스 투어(Dark Horse Tour)'를 떠났다. 이 투어는 전 비틀즈 멤버의 첫 북미 투어였다. 프레스턴, 톰 스콧, 윌리 위크, 앤디 뉴마크, 짐 호른과 같은 음악가들의 앙상블과 해리슨의 공연 외에도 투어에는 "라비 샹카르의 가족과 친구들(Ravi Shankar, Family and Friends)"이 진행한 전통 및 현대 인도 음악이 포함되어 있었다. 수많은 호평에도 불구하고, 투어에 대한 합의 반응은 내용, 구조, 그리고 길이에 대한 불만과 함께 부정적이었다. 2시간 30분의 공연 시간은 과한 것으로 여겨졌다. 일부 팬들은 해리슨만 공연할 것이라 생각했으나, 샹카르의 중요한 존재로 인해 실망을 표했다. 또한 해리슨의 "잔소리"에 많은 이들이 화를 냈다. 더구나 그는 몇몇 비틀즈 노래 가사를 다시 만들었고, 일부는 "불쾌감을 주는 공격"으로 여겨졌다. 후두염에 걸린 해리슨의 보컬은 팬들과 비평가들에게 실망감을 안겼고, 이들은 투어 이름을 "쉰 목소리(dark hoarse)"로 바꾸기도 했다. 독설로 인해 완전히 지친 해리슨은 1990년대까지는 투어를 돌지 않았다. 로버트 로드리게스는 "다크 호스 투어는 고귀한 실패로 볼 수도 있으나, 이에 적응한 팬들도 없잖아 있었다. 그들은 결코 되풀이 될 수 없는 그 뭔가를 목격했다는 것을 의식하면서 황홀해했다."고 썼다. 랭은 투어를 "획기적"이고, "혁명적인 인도 음악 발표"라 일컬었다.
11월 발표한 《Dark Horse》는 그의 작업물 중 가장 낮은 평가를 얻었다. 《롤링 스톤》은 다음과 같이 썼다. "공연자로서의 그의 요소와, 마감일까지 작업한 것과, 혹사로 하여금 악화된 그의 재능으로 급히 제작된 새로운 'LP 상품', 밴드의 리허설, 그리고 나라를 가로질러 이루어진 투어를 한데 모은 것의 연대기. 이 모든 게 3주만에 이루어졌다." 음반은 미국 빌보드 차트 4위에 올랐고, 싱글 〈Dark Horse〉는 15위까지 올랐다. 하지만 영국에서는 큰 성공을 거두지 못했다. 미캘 길모어는 《Dark Horse》를 "해리슨의 가장 매력적인 작업물 중 하나"이며, "변모와 상실에 대한 음반"이라고 썼다.
해리슨이 EMI와 애플 레코드를 통해 발매한 마지막 정규 음반은 솔 음악의 영향을 받은 《Extra Texture (Read All About It)》(1975)이다. 그는 이 음반을 《All Things Must Pass》부터 제작해 온 세 음반 중 가장 불만족스러운 음반으로 여겼다. 랭은 음반의 대부분 수록곡이 "떫고, 실망스럽다"고 표현했다. 그와 오랜 친구 사이였던 클라우스 부어만은 "그는 그걸 할 기분이 아니었다 ... 내가 기억하기로 그 때 조지는 코카인에 취해 살았다. 난 그냥 모른 척을 했다 ... 난 그의 기분을 좋아하지 않았다."고 말했다. 그는 LP에서 두 개의 싱글을 발매했다. 〈You〉는 빌보드 상위 20위까지 올랐고, 〈This Guitar (Can't Keep from Crying)〉는 애플이 발매한 마지막 오리지널 싱글이었다.

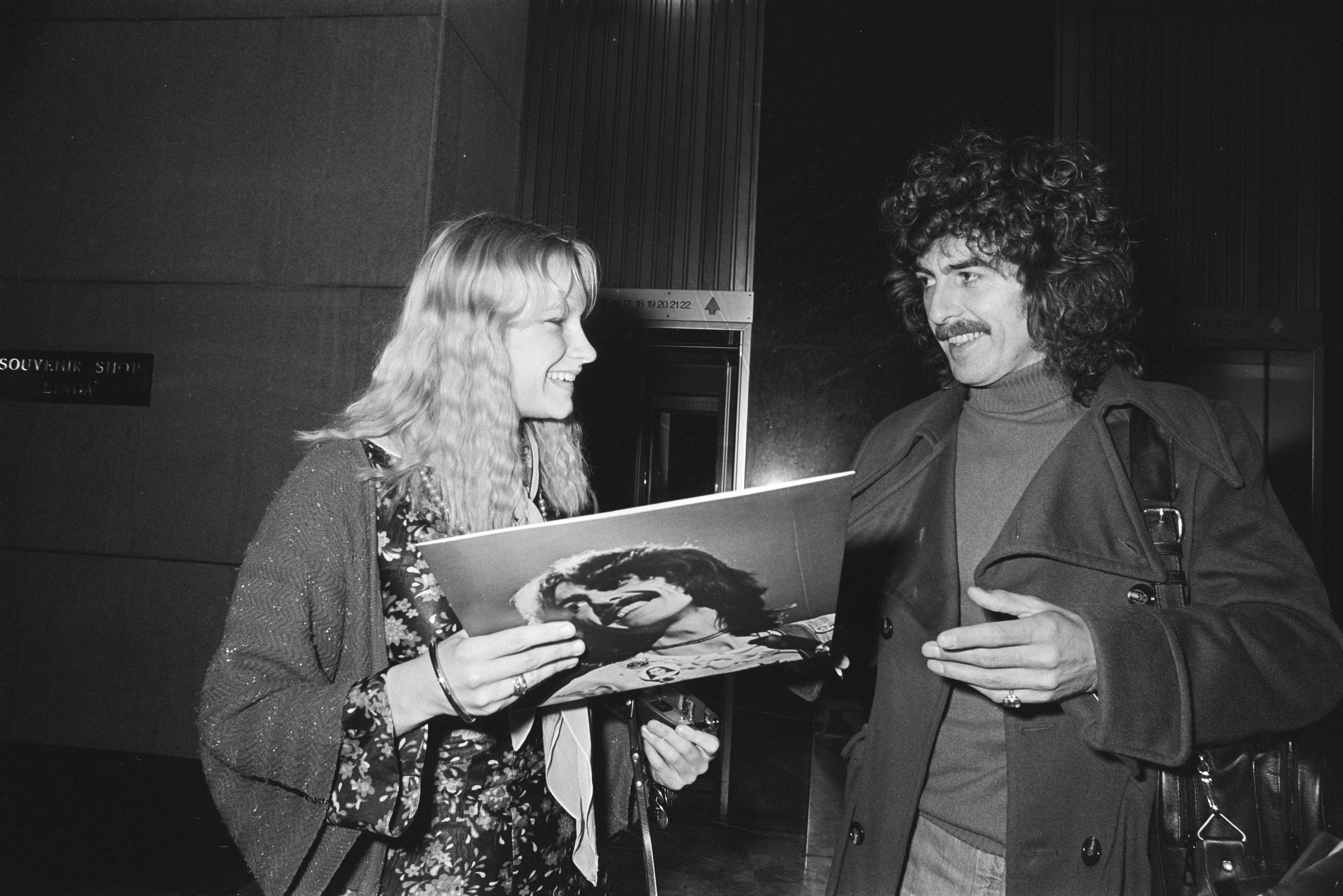
1977년 2월 4일, 암스테르담 힐튼 호텔에서 사인을 해주는 조지 해리슨

해리슨이 처음으로 다크 호스 레코드 레이블을 달고 발표한 《Thirty Three & 1/3》(1976)의 싱글인 〈This Song〉과 〈Crackerbox Palace〉는 둘다 미국 차트 상위 25위까지 올랐다. 〈Crackerbox Palace〉의 이상한 유머는 해리슨과 몬티 파이튼의 멤버 에릭 아이들의 관계를 반영하고 있다. 멜로디와 음악에 중점을, 그리고 이전 음반의 신적인 메시지보다 영리한 주제를 담은 《Thirty Three & 1/3》은 《All Things Must Pass》 이후로 미국에서 가장 좋은 평가를 받은 음반이다.
1979년, 그의 두 번째 결혼과 아들 다니의 출산 이후에 해리슨은 《George Harrison》을 발표했다. 음반과 싱글 〈Blow Away〉은 둘 다 빌보드 상위 20위에 진입하는데 성공했다. 음반은 해리슨이 음악 사업에서 점진적으로 퇴진하기 시작했다는 것과, 《All Things Must Pass》에서 보여진 아이디어의 결실을 나타내었다. 1978년 5월 아버지를 여의고, 8월 아들이 태어난 일은 해리슨에게 일보다 가족에게 더 많은 시간을 할애하겠다는 결정에 영향을 미쳤다. 랭은 음반을 "선율적이고 싱싱하며 ... 평화롭다 ... 로큰롤이라는 꿈에서 두 번이나 살아오고, 이제 영적인 행복뿐만이 아닌 가정을 포옹하려는 남자의 작품"이라고 썼다.

### 1980–87: 《Somewhere in England》와 《Cloud Nine》
1980년 12월 8일 존 레논 피살 사건 이후 해리슨은 정서적으로 불안해졌고, 10년간 스토커에 대한 주의를 강화했다. 매카트니와 스타와는 달리 해리슨은 사망하기 몇 년 전부터 레논과의 접촉이 거의 없었으나, 그는 굉장히 큰 상심을 겪었다. 그의 죽음 이후에 해리슨은 이렇게 말했다. "우리가 함께 이 모든 것들을 겪은 뒤에도 전, 여전히 존 레논을 대단히 사랑하고 존경했습니다. 전 충격을 받고 멍해졌어요." 해리슨은 스타를 위해 쓴 곡의 가사를 바꾸어 레논의 추모곡을 제작했다. 폴 매카트니와 린다의 보컬과 스타의 드럼 파트가 들어산 〈All Those Years Ago〉은 미국 차트에서 2위에 올랐다. 이 곡은 1981년 음반 《Somewhere in England》에 수록되었다. 해리슨은 이후 비평가와 대중의 소소한 관심을 받은 《Gone Troppo》(1982) 이외에는 음반을 발표하지 않았다.
이 기간 동안 해리슨은 1985년 칼 퍼킨스 추모 공연인 《Blue Suede Shoes: A Rockabilly Session》을 비롯한 여러 공연에서 게스트로 출연했다. 1986년 3월에는 버밍엄 아동 병원의 기금을 모으는 버밍엄 하트 비트 자선 콘서트(Birmingham Heart Beat Charity Concert)의 피날레에 깜짝출현했다. 다음해에는 런던 웸블리 아레나에서 열린 프린스 트러스트 콘서트에서 〈While My Guitar Gently Weeps〉와 〈Here Comes the Sun〉를 불렀다. 1987년 2월에는 딜런, 존 포거티, 제시 에드 데이비스와 함께 블루스 음악가 타지 마할의 2시간 공연에서 무대에 올랐다. 해리슨은 이렇게 회상했다. "밥이 제게 전화를 걸고는, 저녁에 나와서 타지 마할을 보지 않겠냐고 물었죠 .... 그래서 거기에 멕시코 맥주하고 안주 거리를 몇 개 가지고 왔습니다 ... 밥이 '이봐, 우리 일어나서 공연하지 않을래? 너 노래 좀 하잖아?'라고 제한했습니다. 근데 마이크 근처에 있을 때마다 딜런이 제 귀로 와서 고함을 지르는게 아니겠어요."
1987년 11월에 해리슨은 플래티넘을 기록한 음반 《Cloud Nine》을 발표했다. 제프 린의 일렉트릭 라이트 오케스트라와 함께 공동 프로듀싱했고, LP에 담긴 해리슨이 커버한 제임스 레이의 〈Got My Mind Set on You〉은 미국에서 1위를, 영국에서 2위를 차지했다. 또한 뮤직비디오는 상당한 방송 횟수를 기록했다. 또다른 싱글인 〈When We Was Fab〉은 비틀즈 시절을 회고하는 곡으로, 뮤직비디오는 1988년 MTV 비디오 뮤직 어워드의 두 부문에서 후보로 올랐다. 음반에서 나온 해리슨의 슬라이드 기타 연주는 프리어 공원에 위치한 그의 사유지에서 녹음되었고, 이는 그와 오랜 시간 음악 작업을 해온 클랩턴, 짐 켈트너, 짐 호른의 음반에도 나타나 있다. 호른은 세션 당시에 그의 편안하고 우호적인 태도를 다음과 같이 회고했다. "조지는 날 마치 집에 있는 것처럼 만들었다, 그의 집 말이다 ... 한 번은 날 변기위에 앉히곤 내 소프라노 색소폰을 불었다, 그리곤 마이크를 써서 넓은 소리를 내어 복도의 끝까지 닿게 했다. 난 그들이 장난을 한다고 생각했다 ... 또 어떤 때엔 내 색소폰 솔로 중간에서 중단시키고는 3시 티타임을 가지게 했다. 난 또 그들이 장난친다고 생각했다." 《Cloud Nine》은 미국과 영국에서 각각 8위와 10위에 올랐고, 음반의 수록곡인 〈Devil's Radio〉, 〈This Is Love〉, 그리고 〈Cloud 9〉은 빌보드 메인스트임 록 차트에 올랐다.

## 1988–96: 후기 활동

### 1988–1990: 트래블링 윌버리스
해리슨은 1988년에 밥 딜런, 제프 린, 로이 오비슨, 그리고 톰 페티와 함께 트래블링 윌버리스를 결성했다.  밴드는 딜런의 차고에 모여 해리슨이 유럽에 발매할 싱글 음반에 수록시킬 노래를 녹음했다. 해리슨의 레코드 회사는 〈Handle with Care〉라는 트랙이 싱글 B면에 수록되기에는 너무 좋아, 이를 전체 음반에 넣어달라고 요청했다. LP 《Traveling Wilburys Vol. 1》은 1988년 10월에 출시되었으며, 찰스 트라우소트 윌버리 경(Charles Trausott Wilbury, Sr.)의 아들인 이복형제들이 발표한 음반이라는 설정이 있었다. 첫 번째 앨범에서 해리슨의 가명은 "넬슨 윌버리(Nelson Wilbury)"였다. 그는 두 번째 앨범에선 "스파이크 윌버리(Spike Wilbury)"라는 이름을 사용했다.
1988년 12월 오비슨의 죽음 이후 그룹은 4인조로 녹음을 했다. 두 번째 음반인 《raveling Wilburys Vol. 3》는 1990년 10월 발매되었다. 전작과 숫자가 이어지지 않는 음반의 희안한 제목에 대해 린은 이렇게 말했다. "그건 조지의 아이디어입니다. 그가 말했죠, '멍청이들을 햇갈리게 하자'" 음반은 영국에서 14위까지 올랐고 3,000,000장이 넘는 판매량으로 플래티넘을 기록했다. 밴드는 라이브로 단 한번도 공연하지 않았으며, 이 두 번째 음반 이후로 함께 모여 음반을 녹음하는 일은 없었다.
1989년에 해리슨과 스타는 톰 페티의 노래인 〈Handle with Care〉의 뮤직비디오에 출현했다. 스타는 영상에서 드럼을 연주하고 있었으나, 트랙과는 별계다. 해리슨은 통기타를 연주했고, 백 보컬을 제공했다. 1991년 12월에 해리슨은 일본 투어에서 클랩턴을 합류시켰다. 이는 1974년 이후로 처음으로, 다시는 이루어지지 않았다. 1992년 4월 6일에 해리슨은 자연법당(Natural Law Party)을 위해 로열 앨버트 홀 자선 콘서트를 열었고, 이는 1969년 루프탑 콘서트 이후 런던에서의 첫 공연이었다. 1992년 10월, 매디슨 스퀘어 가든에서 밥 딜런에게 바치는 콘서트를 열었다. 딜런, 클랩턴, 맥귄, 페티, 그리고 닐 영이 그와 함께 했다.

### 1995–96: 비틀즈 앤솔로지
1994년에 해리슨은 매카트니, 스타, 그리고 프로듀서 제프 린과 함께 《비틀즈 앤솔로지》 프로젝트에 착수했다. 여기에는 존 레논이 녹음한 솔로 보컬과 피아노 테이프를 바탕으로 제작한 두 개의 새 비틀즈 노래와, 비틀즈 활동에 대한 장시간 인터뷰를 포함하고 있다. 1995년 발매된 〈Free as a Bird〉은 1970년 이후 처음 발매된 새 비틀즈 싱글이었다. 1996년 3월에 그들은 두 번째 싱글 〈Real Love〉를 발표했다. 해리슨은 세 번째 노래의 완성에 참여하기를 거부했다. 그는 이후 이 프로젝트에 대해 다음과 같은 말을 남겼다. "내가 죽었을 때, 이 구린 데모들을 누군가 모조리 히트 싱글로 내보내준다면 퍽이나 좋겠다."
《비틀즈 앤솔로지》 프로젝트 이후 해리슨은 라비 샹카르와 함께 샹카르의 마지막 음반인 《Chants of India》에 참여했다. 이후 1997년 3월에 찍은 그의 음반 홍보물을 VH-1가 방송했는데, 이것이 해리슨의 마지막 TV 출현이 되었다. 1998년에 해리슨은 테네시주 잭슨에서 열린 칼 퍼킨스의 장례식에 참석하여 퍼킨스의 노래인 〈Your True Love〉를 잠시 공연했다. 1998년에는 린다 매카트니의 공공 추모식에 참석했고, 스타의 음반 《Vertical Man》의 두 트랙에서 기타를 연주했다.

## 1997–2001: 말년과 죽음

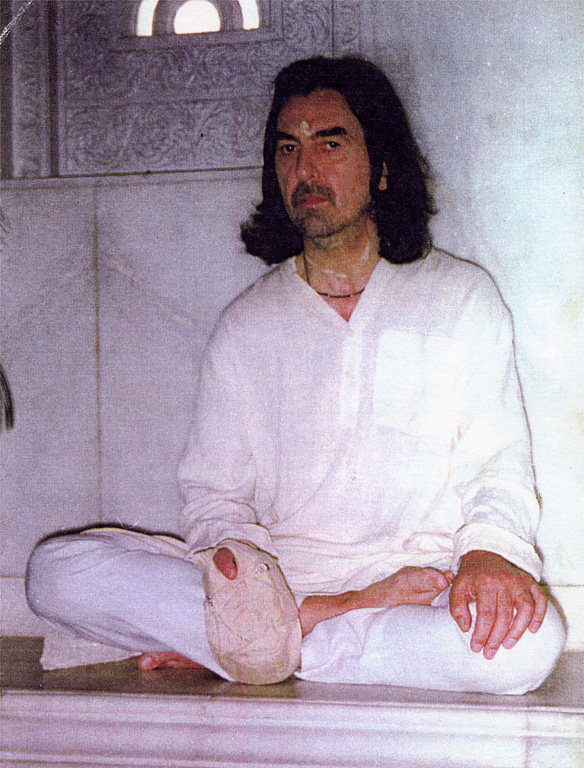
1996년의 해리슨

1997년에 후두암을 진단받은 해리슨은 방사선 치료를 받았고, 이는 성공할 것이라고 예상되었다. 그는 이후 수년에 걸친 흡연으로 병에 걸렸다며 비난을 들었다.
1999년 12월 30일, 해리슨과 그의 아내는 프리어 공원에 위치한 자택에서 마이클 아브라함이란 36세의 팬의 공격을 받았다. 집을 부수고 들어온 그는 해리슨을 부엌칼로 찔렀다. 올리비아 해리슨이 부지깽이와 램프로 여러번 내리찍어 공격자를 무력화했고, 조지 해리슨은 폐에 구멍이 났고 머리에 부상을 입었다. 사건 이후 해리슨은 40군데가 넘는 자창으로 입원했다. 그는 머지않아 가해자에 관한 성명을 다음과 같이 발표했다. "그는 절도범이 아니었습니다. 그리고 트레블링 윌버리스의 오디션을 보러 온 것도 당연 아니었죠."
2001년 5월에 해리슨은 폐 중 하나에서 암종을 제거하기 위한 수술을 받았으며, 7월에는 스위스의 한 병원에서 뇌종양 치료를 받은 것으로 전해졌다. 스위스에 있을 당시 스타가 방문했지만, 스타는 딸의 뇌 수술로 급히 보스턴으로 떠나야 하는 상황이 되었다. 해리슨은 그에게 "나도 같이 따라갈까?"라고 물었다. 2001년 11월, 뉴욕의 스테이튼 아일랜드 유니버시티에서 뇌에 전이된 비소형 폐암 세포를 위해 방사선 치료를 시작했다. 뉴스가 이를 보도하자 해리슨은 의사의 사생활 침해에 대해 유감을 표했고, 후에 손해 배상을 청구했다.
11월 12일, 뉴욕에서 해리슨, 스타, 그리고 매카트니는 마지막으로 함께 모였다. 3주 뒤인 2001년 11월 29일, 해리슨은 로스앤젤레스에 위치한 친구 집에서 향년 58세의 나이에 사망했다. 그는 할리우드 포에버 공동묘지에서 화장되었고, 장례식은 캘리포니아주 퍼시픽팰리세이즈의 '셀프 리얼아제이션 펠로프십 레이크 슈라인'에서 열렸다. 그의 재는 인도의 바라나시 인근의 갠지스강과 야무나강에서 힌두교의 전통에 따라 가족과 친척에 의해 뿌려졌다. 그는 거의 1억 파운드에 가까운 유산을 남겼다.
발매된 해리슨의 마지막 음반 《Brainwashed》(2002)는 아들 다니와 제프 린이 완성했다. 음반의 라이너 노츠에는 다음과 같은 바가바드 기타의 인용문이 있다. "내가 존재하지 않았던 때란 없으며, 사람들을 다스리는 자들도 그들이 존재하지 않았던 때가 없느니라. 또한 우리는 앞으로도 영원히 존재할 것이다." 싱글 〈Stuck Inside a Cloud〉은 빌보드 어덜트 컨템포러리 차트에서 27위에 올랐고, 렝은 이를 "질병과 사망에 대한 희귀하고 솔직한 반응"이라고 표현했다. 2003년 5월에 발표된 싱글 〈Any Road〉는 영국 싱글 차트에서 37위를 기록했다. 〈Marwa Blues〉는 2004년 그래미상에서 최우수 팝 기악 퍼포먼스 부문에서, 〈Any Road〉는 최우수 남성 팝 보컬 퍼포먼스 부문에서 후보로 선정되었다.

## 음반 목록

### 정규 음반
- 《Wonderwall Music》 (1968) 미국 #49
- 《Electronic Sound》 (1969) 미국 #191
- 《All Things Must Pass》 (1970) 영국 #4, 미국 #1
- 《Living in the Material World》 (1973) 영국 #2, 미국 #1
- 《Dark Horse》 (1974) 미국 #4
- 《Extra Texture (Read All About It)》 (1975) 영국 #16, 미국 #8
- 《Thirty Three & 1/3》 (1976) 영국 #35, 미국 #11
- 《George Harrison》 (1979) 영국 #39, 미국 #14
- 《Somewhere in England》 (1981) 영국 #13, 미국 #11
- 《Gone Troppo》 (1982) 미국 #101
- 《Cloud Nine》 (1987) 영국 #10, 미국 #8
- 《Brainwashed》 (2002) 영국 #29, 미국 #18

### 라이브 음반
- 《The Concert for Bangladesh》 (1971) 영국 #1, 미국 #2
- 《Live in Japan》 (1992) 미국 #126

### 컴필레이션 음반
- 《The Best of George Harrison》 (1976) US #31
- 《Best of Dark Horse 1976-1989》 (1989) US #132
- 《The Dark Horse Years 1976-1992》 (2004)

### 트래블링 윌버리스와 함께한 음반
- 《Traveling Wilburys Vol. 1》 (1988) 영국 #16, 미국 #3
- 《Traveling Wilburys Vol. 3》 (1990) 영국 #14, 미국 #11

### 추모 음반
- 《Concert for George》 (2003) 미국 #97

## 서훈
- 1965년 대영 제국 훈장 5등급(MBE)

### 내용주
1. ↑  일부 매체에서는 해럴드(Harold)를 해리슨의 중간 이름으로 사용하나,[1] 출생 증명서에는 중간 이름이 없다.[2]
2. ↑  Harrison also contributed the songs "If I Needed Someone" and "Think for Yourself" to Rubber Soul.[40]
3. ↑  The Self-Realization Fellowship gurus Mahavatar Babaji, Lahiri Mahasaya, Sri Yukteswar and Paramahansa Yogananda appear on the Sgt Pepper cover at his request.[48]
4. ↑  Further examples of Indian instrumentation from Harrison during his Beatles years include his tambura parts on McCartney's "Getting Better" (1967) and Lennon's "Lucy in the Sky with Diamonds" (1967), and sitar and tambura on Lennon's "Across the Universe" (1968).[51]
5. ↑  In July 2006, it was determined that All Things Must Pass should have been credited as a number one album in the United Kingdom when first released in 1970–71. Because some sales were not properly counted, the album originally peaked at number four in Britain.[79]
6. ↑  Early in the sessions, Clapton, Whitlock, Gordon and Carl Radle formed the short-lived band Derek and the Dominos.[83]
7. ↑  In November 1971 Harrison appeared on 《The Dick Cavett Show》, performing "Two-Faced Man" with Gary Wright.[95]
8. ↑  In December 1974 the single, "Ding Dong, Ding Dong", reached number 38 in the UK.[80]
9. ↑  Released during the same month, 《The Best of George Harrison》 (1976) combined several of his Beatles songs with a selection of his solo Apple work.[117] After Harrison's departure from the label, Capitol was able to license releases featuring Beatles and post-Beatles work on the same album.[118]
10. ↑  Tom Scott provided production assistance on "Thirty Three & 1/3".[116] In November 1976, Harrison appeared on 《Saturday Night Live》 with Paul Simon.[120]
11. ↑  Their estrangement had been marked by Harrison's longstanding dislike of Lennon's wife Yoko Ono, his refusal to allow her to participate in the Concert for Bangladesh, and, during the last year of Lennon's life, by Harrison's scant mention of Lennon in his autobiography, 《I, Me, Mine》.[124]
12. ↑  Harrison's set included "That's Alright Mama", "Glad All Over" and "Blue Suede Shoes".[131]
13. ↑  In October 1989, Harrison assembled and released 《Best of Dark Horse 1976–1989》, a compilation of his later solo work.[152] The release also included two new songs, "Poor Little Girl" and "Cockamamie Business", as well as "Cheer Down".[153]
14. ↑  In 1992, Dark Horse Records released an album of recorded material from the shows titled 《Live in Japan》.[156]
15. ↑  Abram, who believed he was possessed by Harrison and that he was on a mission from God to kill him,[170][171] was later acquitted of attempted murder on grounds of insanity and was detained for treatment in a secure hospital. He was released in 2002.[172]
16. ↑  Harrison's estate complained that during a round of experimental radiotherapy at Staten Island University Hospital, the oncologist Dr Gilbert Lederman repeatedly revealed Harrison's confidential medical information during television interviews and forced him to autograph a guitar.[177][178][179][180] The suit was ultimately settled out of court under the condition that the guitar be "disposed of".[181]

### 참조주
1. ↑  Everett 2001, 36쪽; Giuliano & Giuliano 1998, 246쪽
2. ↑  “George Harrison biography”. Shawstar.com. 2013년 1월 4일에 원본 문서에서 보존된 문서. 2013년 1월 1일에 확인함.
3. 1 2  Laing, Dave (30 November 2001  ). “George Harrison 1943–2001”. guardian.co.uk. 27 December 2008에 확인함.
4. ↑  The Acoustic Rock Masters, page 23, H. P. Newquist, Rich Maloof, Backbeat Books, 2003, ISBN 0-87930-761-7
5. ↑  Schaffner, The Boys from Liverpool, pp 77–78.
6. ↑  “2015 Rock Hall inductees”. Radio.com. 2014년 12월 17일에 원본 문서에서 보존된 문서. 2014년 12월 16일에 확인함.
7. ↑  Miles 2001, 6쪽.
8. ↑  Harry 2000, 492쪽.
9. ↑  Harry 2000, 492쪽; Leng 2006, 24쪽.
10. 1 2  Boyd 2007, 82쪽.
11. ↑  Spitz 2005, 120쪽.
12. ↑  Greene 2006, 2쪽.
13. ↑  Harrison 2002, 20–21쪽.
14. ↑  Miles 2001, 7쪽.
15. ↑  Inglis 2010, xiii쪽.
16. ↑  Everett 2001, 36쪽
17. ↑  Greene 2006, 7쪽
18. ↑  George Harrison (2002). 《I, Me, Mine》. Chronicle Books. 22–23쪽.
19. ↑  Leng 2006, 302, 303–04쪽.
20. ↑  “Rock & Roll Hall of Fame: George Harrison Biography”. rockhall.com. 2015년 9월 12일에 원본 문서에서 보존된 문서. 2015년 10월 29일에 확인함.
21. ↑  Laing, Dave (2001년 11월 30일). “George Harrison, 1943–2001: Former Beatle George Harrison dies from cancer aged 58”. 《The Guardian》. 2012년 12월 25일에 확인함.; Leng 2006, 302–304쪽: Harrison's earliest musical influences.
22. ↑  Lange 2001, 6쪽.
23. ↑  Harrison, George (2000). 《The Beatles Anthology》. New York: Chronicle Books. 28쪽.
24. ↑  Babiuk 2002, 17쪽: Dutch Egmond; Boyd 2007, 82쪽: His father was apprehensive about his interest in pursuing a music career.
25. ↑  Babiuk 2002, 17쪽; Everett 2001, 36쪽: A friend of his father's taught Harrison some chords; Spitz 2005, 120쪽; Gray, Sadie (2007년 7월 20일). “Lives in Brief: Peter Harrison”. 《The Times》. 2011년 8월 10일에 원본 문서에서 보존된 문서. 2007년 7월 22일에 확인함.(구독 필요)
26. ↑  Inglis 2010, xiii–xiv쪽; Miles 2001, 13쪽.
27. ↑  Spitz 2005, 125–126쪽.
28. ↑  Miles 1997, 47쪽; Spitz 2005, 127쪽.
29. ↑  Davies 2009, 44–45쪽.
30. ↑  Lewisohn 1992, 13쪽.
31. ↑  Boyd 2007, 82쪽: (secondary source); Davies 2009, 55쪽: (secondary source); Harrison 2002, 29쪽: (primary source).
32. ↑  Lewisohn, Mark (2013). 《The Beatles: All These Years: Volume I: Tune In》. New York: Crown Archetype. 309쪽. ISBN 978-1-4000-8305-3.
33. ↑  Miles 1997, 57–58쪽.
34. ↑  “George Harrison: The quiet Beatle”. BBC News. 2001년 11월 30일. 2013년 1월 1일에 확인함..
35. ↑  Miles 2001, 27쪽.
36. ↑  Babiuk 2002, 59쪽; Miles 1997, 84–88쪽.
37. ↑  Greene 2006, 34쪽; Lewisohn 1992, 59–60쪽.
38. ↑  Everett 2001, 193쪽.
39. ↑  Unterberger 2002, 180–181쪽; Leng 2006, 19쪽; Everett 2001, 313–315쪽.
40. ↑  Womack 2007, 124–125쪽.
41. ↑  The Beatles 2000, 194쪽.
42. ↑  Leng 2006, 19쪽; Schaffner 1980, 75–78쪽.
43. ↑  Everett 1999, 35–36쪽.
44. ↑  Everett 1999, 40–42쪽.
45. ↑  Leng 2006, 22쪽: (secondary source); Reck, D. B. (1985). “Beatles Orientalis: Influences from Asia in a Popular Song Form”. 《Asian Music》 XVI: 83–150. doi:10.2307/834014.: (primary source).
46. ↑  Winn 2009, 74쪽.
47. ↑  Tillery 2011, 59–60쪽.
48. ↑  Tillery 2011, 81쪽.
49. ↑  Everett 1999, 111–112쪽; Leng 2006, 29–30쪽.
50. ↑  Lavezzoli 2006, 178–179쪽.
51. ↑  Everett 1999, 103–106, 156–158쪽.
52. ↑  Clayson 2003, 214–215쪽. sfn 오류: 여러 대상 (2×): CITEREFClayson2003 (도움말)
53. 1 2  Tillery 2011, 63쪽.
54. ↑  Harrison 2002, 118쪽; Lavezzoli 2006, 183쪽; Tillery 2011, 87쪽.
55. ↑  Lewisohn 1992, 295–296쪽.
56. ↑  Everett 1999, 200–202쪽: "While My Guitar Gently Weeps"; Harry 2003, 254쪽: "Long, Long, Long"; Harry 2003, 329쪽: "Savoy Truffle";  Greene 2006, 110쪽: "Piggies".
57. ↑  Leng 2006, 52쪽.
58. 1 2  Leng 2006, 39–52쪽.
59. ↑  Doggett 2009, 60–63쪽.
60. ↑  Miles 2001, 354쪽.
61. ↑  Gould 2007, 576쪽; Bronson 1992, 262쪽.
62. ↑  Fricke 2002, 178쪽.
63. ↑  Spignesi & Lewis 2009, 97쪽: "Something" is the Beatles' second most covered song after "Yesterday"; Gilmore 2002, 39쪽: Lennon considered "Something" the best song on Abbey Road.
64. ↑  Lavezzoli 2006, 185쪽.
65. ↑  Bronson 1992, 275쪽.
66. 1 2 3  Howard 2004, 36–37쪽.
67. ↑  George-Warren 2001, 413쪽.
68. ↑  Lewisohn 1988, 195쪽.
69. ↑  Bogdanov, Woodstra & Erlewine 2002, 508쪽: Electronic Sound; Lavezzoli 2006, 182쪽: Wonderwall Music.
70. ↑  Harry 2003, 393쪽: Wonderwall Music as first LP released by Apple Records; Strong 2004, 481쪽: Wonderwall Music as first solo album released by a Beatle.
71. ↑  Harry 2003, 393쪽: Khan and Sharma; Leng 2006, 49–50쪽: "Dream Scene".
72. ↑  Leng 2006, 63–65쪽.
73. ↑  Leng 2006, 67쪽.
74. ↑  Leng 2006, 64, 84쪽.
75. ↑  Schaffner 1980, 155쪽.
76. ↑  Bogdanov, Woodstra & Erlewine 2002, 508쪽.
77. ↑  Bogdanov, Woodstra & Erlewine 2002, 181쪽.
78. ↑  Inglis 2010, xv, 23쪽.
79. ↑  “icLiverpool – Number one for Harrison at last”. icliverpool.icnetwork.co.uk. 2013년 1월 1일에 확인함.
80. 1 2 3  Roberts 2005, 227쪽.
81. ↑  Schaffner 1978, 142쪽.
82. ↑  Leng 2006, 78쪽.
83. ↑  Leng 2006, 101쪽.
84. ↑  Frontani 2009, 158, 266쪽.
85. ↑  Gerson, Ben (1971년 1월 21일). “George Harrison – All Things Must Pass”. 2013년 4월 25일에 확인함.
86. ↑  Inglis 2010, 30쪽.
87. ↑  Doggett 2009, 147–148쪽.
88. ↑  Doggett 2009, 251–252쪽.
89. ↑  Harry 2003, 16쪽.
90. ↑  Harry 2003, 12–13쪽.
91. ↑  “Concert for Bangladesh”. Concertforbangladesh. 2013년 1월 1일에 확인함.
92. 1 2  Harry 2003, 132–136쪽.
93. ↑  Doggett 2009, 181–206쪽; Harry 2003, 132–138쪽; Harry 2003, 135쪽: "Mainly the concert was to attract attention to the situation".
94. ↑  Harry 2003, 135쪽.
95. ↑  Harry 2003, 72쪽.
96. ↑  Bronson 1992, 336쪽: Peak US chart position for "Give Me Love (Give Me Peace on Earth)"; Rosen 1996, 162쪽: US chart data on Living in the Material World.
97. ↑  Schaffner 1978, 158–159쪽.
98. ↑  Greene 2006, 194쪽.
99. ↑  Leng 2006, 195쪽.
100. ↑  Inglis 2010, 43, 46쪽.
101. ↑  Leng 2006, 166, 195쪽.
102. ↑  Inglis 2010, 48–49쪽; Leng 2006, 167쪽.
103. ↑  Doggett 2009, 224–228쪽; Greene 2006, 213쪽; Huntley 2006, 115쪽; Inglis 2010, 49쪽; Leng 2006, 162쪽: "an excellent show"; Tillery 2011, 114–115쪽.
104. 1 2 3  Inglis 2010, 49쪽.
105. ↑  Greene 2006, 213–214쪽; Doggett 2009, 224–226쪽.
106. ↑  Rodriguez 2010, 258쪽.
107. ↑  Leng 2006, 173, 177쪽.
108. ↑  Greene 2006, 213쪽.
109. ↑  Huntley 2006, 114쪽.
110. ↑  Greene 2006, 213쪽: failed to reach the UK top 30; Harry 2003, 142–143쪽: Peak US chart positions, failure to impact UK charts.
111. ↑  Gilmore 2002, 46쪽.
112. ↑  Leng 2006, 180쪽.
113. ↑  Inglis 2010, 54–55쪽.
114. ↑  Leng 2006, 179쪽.
115. ↑  Schaffner 1978, 209–210쪽.
116. 1 2  Leng 2006, 187쪽.
117. ↑  Harry 2003, 28–29쪽.
118. ↑  Schaffner 1978, 188쪽.
119. 1 2  Schaffner 1978, 192쪽.
120. ↑  Glazer 1977, 41쪽.
121. ↑  “George Harrison – George Harrison”. AllMusic. 2012년 12월 31일에 확인함.
122. 1 2  Leng 2006, 210쪽.
123. 1 2  Harry 2003, 247쪽.
124. 1 2  Doggett 2009, 265–266쪽; Harry 2003, 246쪽.
125. ↑  Doggett 2009, 273쪽.
126. ↑  George-Warren 2001, 414쪽.
127. ↑  Harry 2003, 17–18쪽.
128. ↑  Harry 2003, 17–18, 349–350, 367쪽.
129. ↑  Inglis 2010, 84쪽; Leng 2006, 212, 236쪽.
130. ↑  Doggett 2009, 287쪽.
131. ↑  Badman 2001, 259–260쪽.
132. ↑  Badman 2001, 368쪽.
133. ↑  Huntley 2006, 202–203쪽.
134. ↑  Badman 2001, 386쪽.
135. ↑  Harry 2003, 92쪽.
136. ↑  Leng 2006, 251–253쪽.
137. ↑  “RIAA – Gold & Platinum Searchable Database”. Recording Industry Association of America (RIAA). 2012년 12월 31일에 확인함.[깨진 링크(과거 내용 찾기)]
138. 1 2  “Cloud Nine – George Harrison : Awards”. AllMusic. 2013년 1월 1일에 확인함.
139. 1 2  “George Harrison”. Official Charts Company. 2012년 12월 31일에 확인함.
140. ↑  Planer, Lindsay. “Got My Mind Set On You”. AllMusic. 2013년 1월 1일에 확인함.
141. ↑  Voland, John (1988년 7월 14일). “Pop/rock”. 《Los Angeles Times》. 2013년 1월 2일에 확인함.
142. ↑  Leng 2006, 246–247쪽.
143. ↑  Doggett 2009, 294–295쪽; Williams 2004, 129–138쪽.
144. ↑  Greene 2006, 240쪽; Tillery 2011, 133쪽.
145. ↑  Leng 2006, 267쪽.
146. ↑  Harry 2003, 379쪽.
147. ↑  Hurwitz, Matt (2007년 6월 11일). “Wilburys set to travel again”. 《USA Today》. 2013년 1월 2일에 확인함.
148. ↑  “RIAA – Gold & Platinum Searchable Database”. Recording Industry Association of America (RIAA). 2013년 1월 1일에 확인함.[깨진 링크(과거 내용 찾기)]
149. ↑  Doggett 2009, 295쪽: the Wilburys never performed live; Harry 2003, 381쪽: the Wilburys did not record together again following the release of their second album.
150. ↑  Harry 2003, 98쪽.
151. ↑  Greenwald, Matthew. “I Won't Back Down – Tom Petty”. AllMusic. 2012년 12월 28일에 확인함.
152. ↑  Harry 2003, 28, 98쪽.
153. ↑  Harry 2003, 28, 98–99쪽.
154. ↑  Harry 2003, 374–375쪽.
155. ↑  Harry 2003, 374–378쪽.
156. ↑  Harry 2003, 250–252쪽.
157. ↑  Welch, Chris (2001년 12월 1일). “George Harrison”. 《The Independent》. 2008년 12월 5일에 원본 문서에서 보존된 문서. 2012년 12월 29일에 확인함.
158. ↑  Harry 2003, 150쪽; Leng 2006, 273–274쪽.
159. ↑  Everett 1999, 286쪽.
160. ↑  Harry 2000, 428쪽; Everett 1999, 287–292쪽.
161. ↑  Doggett 2009, 319쪽: Harrison refusing to record a third song; Roberts 2005, 54쪽: release date for "Real Love".
162. ↑  Huntley 2006, 259쪽.
163. ↑  Badman 2001, 568쪽.
164. ↑  Badman 2001, 586쪽.
165. ↑  “George Harrison: On This Day”. georgeharrison.com. 2012년 12월 31일에 확인함.
166. 1 2  Lyall, Sarah (1999년 12월 31일). “George Harrison Stabbed in Chest by an Intruder”. 《The New York Times》. 2010년 2월 22일에 확인함.
167. ↑  “Ex-Beatle blamed smoking for his cancer”. 《Daily Mail》. 2014년 12월 10일에 확인함.
168. ↑  Idle 2005, 277–278쪽.
169. ↑  Doggett 2009, 328쪽.
170. ↑  “Beatle's attacker says sorry”. BBC News. 2000년 11월 16일. 2012년 12월 31일에 확인함.
171. ↑  Morris, Steve (2000년 11월 14일). “The night George Harrison thought he was dying”. 《The Guardian》. 2012년 12월 31일에 확인함.
172. ↑  “Freed Beatle's attacker sorry”. BBC News. 2002년 7월 5일. 2008년 12월 13일에 확인함.
173. ↑  Jury, Louise (2001년 5월 4일). “George Harrison undergoes surgery for cancer”. 《The Independent》. 2010년 7월 9일에 원본 문서에서 보존된 문서. 2012년 12월 29일에 확인함.
174. ↑  Fleck, Fiona; Laville, Sandra (2001년 7월 9일). “George Harrison being treated in cancer clinic”. 《The Daily Telegraph》. 2008년 12월 27일에 확인함.
175. ↑  Thorpe, Vanessa; Dowell, Ben (2011년 9월 3일). “George Harrison and his women – Martin Scorsese's new documentary reveals the candid truth”. 《The Guardian》. 2013년 1월 22일에 확인함.
176. ↑  Carpenter, Jeff (2001년 11월 9일). “George Harrison Receives Radiation Treatment”. ABC News. 2010년 4월 2일에 확인함.
177. ↑  Doggett 2009, 330–331쪽.
178. ↑  Civil Action CV040033 (NGG) (PDF), Complaint, United States District Court, Eastern District of New York, The Estate of George Harrison v Gilbert Lederman. The allegations about the autograph appear on page 10 of the Complaint.
179. ↑  Goldman, Andrew (2005년 5월 21일). “The Doctor Can't Help Himself”. 《New York》. 2010년 5월 31일에 확인함.
180. ↑  Doggett 2009, 331쪽.
181. ↑  Glaberson, William (2004년 1월 17일). “Harrison Estate Settles Suit Over Guitar Autographed by Dying Beatle”. 《The New York Times》. 2010년 5월 31일에 확인함.
182. ↑  Desborough, James; Fowler, Stewart (2001년 12월 2일). “George Harrison Born 1943 – Died 2001: Macca and Ringo's secret Beatles Last Supper with deathbed George.(News)”. 《The People》. 2013년 5월 3일에 원본 문서에서 보존된 문서. 2013년 1월 2일에 확인함.
183. ↑  Harry 2003, 119쪽: Harrison's date of death; “George Harrison's Death Certificate”. 《The Smoking Gun》. 2012년 6월 22일에 확인함.: Harrison's cause of death.
184. ↑  O'Connor, Anne-Marie (2004년 3월 25일). “Inner-peace movement: Many in L.A. turn to Eastern spiritualism to be 'interior designers' of their minds. It's a tonic for frenzied lives”. 《Los Angeles Times》. 2016년 3월 5일에 원본 문서에서 보존된 문서. 2016년 12월 31일에 확인함.
185. ↑  Lavezzoli 2006, 198쪽; Doggett 2009, 332쪽; “George Harrison (1943–2001)”. Find a Grave. 2008년 12월 25일에 확인함..
186. ↑  “Harrison leaves £99m will”. BBC News. 2002년 11월 29일. 2009년 9월 19일에 확인함. Harrison left £99,226,700, reduced to £98,916,400 after expenses, a High Court spokeswoman confirmed.
187. ↑  Inglis 2010, 118쪽; Leng 2006, 293쪽.
188. ↑  Inglis 2010, 118쪽.
189. ↑  Leng 2006, 300쪽.
190. ↑  “Brainwashed – George Harrison: Awards”. AllMusic. 2012년 12월 31일에 확인함.
191. ↑  “Grammy Award Winners”. 《The New York Times》. 2013년 1월 16일. 2008년 12월 24일에 확인함.

출처
- Babiuk, Andy (2002).  Bacon, Tony, 편집. 《Beatles Gear: All the Fab Four's Instruments, from Stage to Studio》 Revis판. Backbeat Books. ISBN 978-0-87930-731-8.
- The Beatles (2000). 《The Beatles Anthology》 1판. Chronicle Books. ISBN 978-0-8118-3636-4.
- Bacon, Tony (2005). 《50 Years of Gretsch Electrics》. Backbeat Books. ISBN 978-0-87930-822-3.
- Badman, Keith (2001) [1999]. 《The Beatles Diary: Volume 2: After the Break-Up: 1970–2001》. Omnibus Press. ISBN 978-0-7119-8307-6.
- Bogdanov, Vladimir; Woodstra, Chris; Erlewine, Stephen Thomas (2002). 《All Music Guide to Rock》. Backbeat Books. ISBN 978-0-87930-653-3.
- Boyd, Pattie (2007). 《Wonderful Tonight: George Harrison, Eric Clapton, and Me》. Three Rivers Press. ISBN 978-0-307-40783-2.
- Bronson, Fred (1992).  Weiler, Fred, 편집. 《The Billboard Book of Number One Hits》. 《Billboard Books》 3 revis판. ISBN 978-0-8230-8298-8.
- Buckley, Martin (2004). 《Cars of the Super Rich》. MotorBooks/MBI Publishing Company. ISBN 978-0-7603-1953-6.
- 《Chant and Be Happy: The Power of Mantra Meditation》. Los Angeles, CA: Bhaktivedanta Book Trust. 1997. ISBN 978-0-89213-118-1.
- Clayson, Alan (2003). 《George Harrison》. London: Sanctuary. ISBN 1-86074-489-3.
- Davies, Hunter (2009) [1968]. 《The Beatles: The Authorized Biography》 3 revis판. W. W. Norton & Company. ISBN 978-0-393-33874-4.
- Dawtrey, Adam (2002). 〈Adventures on Screen〉.   Fine, Jason. 《Harrison: By the Editors of Rolling Stone》. Simon & Schuster. ISBN 978-0-7432-3581-5.
- Doggett, Peter (2009). 《You Never Give Me Your Money: The Beatles After the Breakup》. HarperCollins. ISBN 978-0-06-177418-8.
- Doggett, Peter; Hodgson, Sarah (2004). 《Christie's Rock and Pop Memorabilia》. Pavilion. ISBN 978-0-8230-0649-6.
- Everett, Walter (1999). 《The Beatles as Musicians: Revolver through the Anthology》. Oxford University Press. ISBN 978-0-19-512941-0.
- Everett, Walter (2001). 《The Beatles as Musicians: The Quarry Men Through Rubber Soul》. Oxford University Press. ISBN 978-0-19-514105-4.
- Fawcett, Anthony (1977). 《John Lennon: One Day at a Time: A Personal Biography of the Seventies》. New English Library. ISBN 978-0-450-03073-4.
- Fricke, David (2002). 〈The Stories Behind the Songs〉.   Fine, Jason. 《Harrison: By the Editors of Rolling Stone》. Simon & Schuster. ISBN 978-0-7432-3581-5.
- Frontani, Michael (2009). 〈The Solo Years〉.   Womack, Kenneth. 《The Cambridge Companion to the Beatles》. Cambridge Companions to Music. Cambridge, UK: Cambridge University Press. ISBN 978-1-1398-2806-2.
- George-Warren, Holly, 편집. (2001). 《The Rolling Stone Encyclopedia of Rock & Roll》 2005 revis a updat판. Fireside. ISBN 978-0-7432-9201-6.
- Gilmore, Mikal (2002). 〈The Mystery Inside George〉.   Fine, Jason. 《Harrison: By the Editors of Rolling Stone》. Simon & Schuster. ISBN 978-0-7432-3581-5.
- Giuliano, Geoffrey; Giuliano, Brenda (1998). 《The Lost Lennon Interviews》. Omnibus Press. ISBN 978-0-7119-6470-9.
- Glazer, Mitchell (1977). “Growing Up at 33⅓: The George Harrison Interview”. 《Crawdaddy》 (February).
- Gould, Jonathan (2007). 《Can't Buy Me Love: The Beatles, Britain and America》 Fir Paperback판. Three Rivers Press. ISBN 978-0-307-35338-2.
- Greene, Joshua M (2006). 《Here Comes the Sun: The Spiritual and Musical Journey of George Harrison》. John Wiley and Sons. ISBN 978-0-470-12780-3.
- Harrison, George (2002) [1980]. 《I, Me, Mine》. Phoenix. ISBN 978-0-7538-1734-6.
- Harrison, Olivia (2011). 《George Harrison: Living in the Material World》. Abrams. ISBN 978-1-4197-0220-4.
- Harrison, George (1975년 10월 5일). 《Rock Around the World》. 《61》.  인터뷰어: Alan Freeman.
- Harry, Bill (2000). 《The Beatles Encyclopedia: Revised and Updated》. Virgin Publishing Ltd. ISBN 978-0-7535-0481-9.
- Harry, Bill (2003). 《The George Harrison Encyclopedia》. Virgin Publishing Ltd. ISBN 978-0-7535-0822-0.
- Howard, David (2004). 《Sonic Alchemy: Visionary Music Producers and Their Maverick Recordings》. Hal Leonard Corporation. ISBN 978-0-634-05560-7.
- Huntley, Elliot (2006) [2004]. 《Mystical One: George Harrison: After the Break-up of the Beatles》. Guernica Editions. ISBN 978-1-55071-197-4.
- Idle, Eric (2005). 《The Greedy Bastard Diary: A Comic Tour of America》. Harper Entertainment. ISBN 0060758643.
- Inglis, Ian (2010). 《The Words and Music of George Harrison》. Praeger. ISBN 978-0-313-37532-3.
- Keltner, Jim (2002). 〈Remembering George〉.   Fine, Jason. 《Harrison: By the Editors of Rolling Stone》. Simon & Schuster. ISBN 978-0-7432-3581-5.
- Kitts, Jeff (2002). 《Guitar World Presents the 100 Greatest Guitarists of All Time》. Hal Leonard Corporation. ISBN 978-0-634-04619-3.
- Kot, Greg (2002). 〈Other Recordings〉.   Fine, Jason. 《Harrison: By the Editors of Rolling Stone》. Simon & Schuster. ISBN 978-0-7432-3581-5.
- Lange, Larry (2001). 《The Beatles Way: Fab Wisdom for Everyday Life》. Atria Books. ISBN 978-1-58270-061-8.
- Lavezzoli, Peter (2006). 《The Dawn of Indian Music in the West》. Continuum. ISBN 978-0-8264-1815-9.
- Leng, Simon (2006) [2003]. 《While My Guitar Gently Weeps: The Music of George Harrison》. SAF Publishing Ltd. ISBN 978-1-4234-0609-9.
- Lewisohn, Mark (1992). 《The Complete Beatles Chronicle:The Definitive Day-By-Day Guide to the Beatles' Entire Career》 2010판. Chicago Review Press. ISBN 978-1-56976-534-0.
- Lewisohn, Mark (1988). 《The Complete Beatles Recording Sessions》. Harmony. ISBN 978-0-517-57066-1.
- “Most Excellent Order of the British Empire”. 《The London Gazette (supplement)》. 1965년 6월 4일. 2010년 5월 11일에 확인함.
- Matovina, Dan (2000). 《Without You: The Tragic Story of Badfinger》. Frances Glover Books. ISBN 978-0-9657122-2-4.
- Miles, Barry (1997). 《Many Years From Now》. Vintage-Random House. ISBN 978-0-436-28022-1.
- Miles, Barry (2007). 《The Beatles Diary: An Intimate Day by Day History》. World Publications Group. ISBN 978-1-57215-010-2.
- Miles, Barry (2001). 《The Beatles Diary: Volume 1: The Beatles Years》. Omnibus Press. ISBN 978-0-7119-8308-3.
- Partridge, Christopher (2004). 《The Re-enchantment of the West: Alternative Spiritualities, Sacralisation, Popular Culture, and Occulture, Vol. 1》 illurat판. Continuum. ISBN 978-0-567-08408-8.
- Petty, Tom (2011년 12월 8일).  Wenner, Jann, 편집. “Rolling Stone: The 100 Greatest Guitarists of All Time: George Harrison”. 《Rolling Stone》 (1145).
- Roberts, David, 편집. (2005). 《British Hit Singles & Albums》 18판. Guinness World Records Limited. ISBN 978-1-904994-00-8.
- Rodriguez, Robert (2010). 《Fab Four FAQ 2.0: The Beatles' Solo Years, 1970–1980》. Backbeat Books. ISBN 978-1-4165-9093-4.
- Rosen, Craig (1996).  Lukas, Paul, 편집. 《The Billboard Book of Number One Albums》. 《Billboard》. ISBN 978-0-8230-7586-7.
- Schaffner, Nicholas (1978). 《The Beatles Forever》. Mcgraw-Hill. ISBN 978-0-07-055087-2.
- Schaffner, Nicholas (1980). 《The Boys from Liverpool: John, Paul, George, and Ringo》. Taylor & Francis. ISBN 978-0-416-30661-3.
- Schinder, Scott; Schwartz, Andy (2008). 《Icons of Rock: An Encyclopedia of the Legends who Changed Music Forever》. Greenwood Press. ISBN 978-0-313-33845-8.
- Sheff, David (1981).  Golson, G. Barry, 편집. 《All We Are Saying: The Last Major Interview with John Lennon and Yoko Ono》 2000판. St Martin's Griffin. ISBN 978-0-312-25464-3.
- Smith, Richard (1987). 《The History of Rickenbacker Guitars》. Centerstream Publications. ISBN 978-0-931759-15-4.
- Spignesi, Stephen; Lewis, Michael (2009). 《100 Best Beatles Songs: A Passionate Fan's Guide》. Black Dog & Leventhal. ISBN 978-1-57912-842-5.
- Spitz, Bob (2005). 《The Beatles: The Biography》. Little, Brown and Company. ISBN 978-0-316-01331-4.
- Strong, Martin (2004). 《The Great Rock Discography》 7판. Canongate. ISBN 978-1-84195-615-2.
- Tillery, Gary (2011). 《Working Class Mystic: A Spiritual Biography of George Harrison》. Quest. ISBN 978-0-8356-0900-5.
- Unterberger, Richie (2002). 《Turn! Turn! Turn!: The '60s Folk-rock Revolution》. Backbeat Books. ISBN 978-0-87930-703-5.
- Williams, Paul (2004). 《Bob Dylan: Performing Artist 1986–1990 & Beyond: Mind Out of Time》. Omnibus Press. ISBN 978-1-84449-281-7.
- Winn, John (2009). 《That Magic Feeling: The Beatles' Recorded Legacy, Volume Two, 1966–1970》. Three Rivers Press. ISBN 978-0-307-45239-9.
- Womack, Kenneth (2007). 《Long and Winding Roads: The Evolving Artistry of the Beatles》. Continuum. ISBN 978-0-8264-1746-6.
- Womack, Kenneth (2006) [2002]. 〈Ten Great Beatles Moments〉.   Skinner Sawyers, June. 《Read the Beatles: Classic and New Writings on the Beatles, Their Legacy, and Why They Still Matter》. Penguin Books. ISBN 978-0-14-303732-3.

## 추가 참고 문헌
- Barrow, Tony (2005). 《John, Paul, George, Ringo & Me: The Real Beatles Story》. Thunder's Mouth. ISBN 978-1-56025-882-7.
- Clayson, Alan (2003). 《George Harrison》. Sanctuary. ISBN 978-1-86074-959-9.
- Ingham, Chris (2009). 《The Rough Guide to the Beatles: The Story, the Songs, the Solo Years》 3판. Rough Guides. ISBN 978-1-84353-140-1.
- Kirchherr, Astrid; Voormann, Klaus (1999). 《Hamburg Days》. Genesis Publications. ISBN 978-0-904351-73-6.
- Martin, George (1979). 《All You Need Is Ears》. St. Martin's Press. ISBN 978-0-312-11482-4.
- Martin, George; Pearson, William (1994). 《Summer of Love: The Making of Sgt. Pepper》. Macmillan. ISBN 978-0-333-60398-7.
- Unterberger, Richie (2006). 《The Unreleased Beatles: Music & Film》. Backbeat Books. ISBN 978-0-87930-892-6.

다큐멘터리
- Scorsese, Martin (2012). 《George Harrison: Living in the Material World》 (Anamorphic, Color, Dolby, NTSC, Surround Sound, Widescreen) (DVD). UMe. ASIN B007JWKLMO.